# Гань Цзі
Гань Цзі (于吉, д/н —200) — китайський лікар часів заснування держави У періоду Саньго.

## Життєпис
Про місце й дату народження немає відомостей. Захоплювався даоськими ідеями. Був відомий як цілитель, який лікував хвороби наговорной водою. Був страчений за наказом полководця Сунь Це (175–200), що брав участь у поході проти узурпатора Дун Чжо
Був автором даоського твору «Тай пін цзин». За легендою отримав його з неба, від небожителів.